# 指數映射 (黎曼幾何)

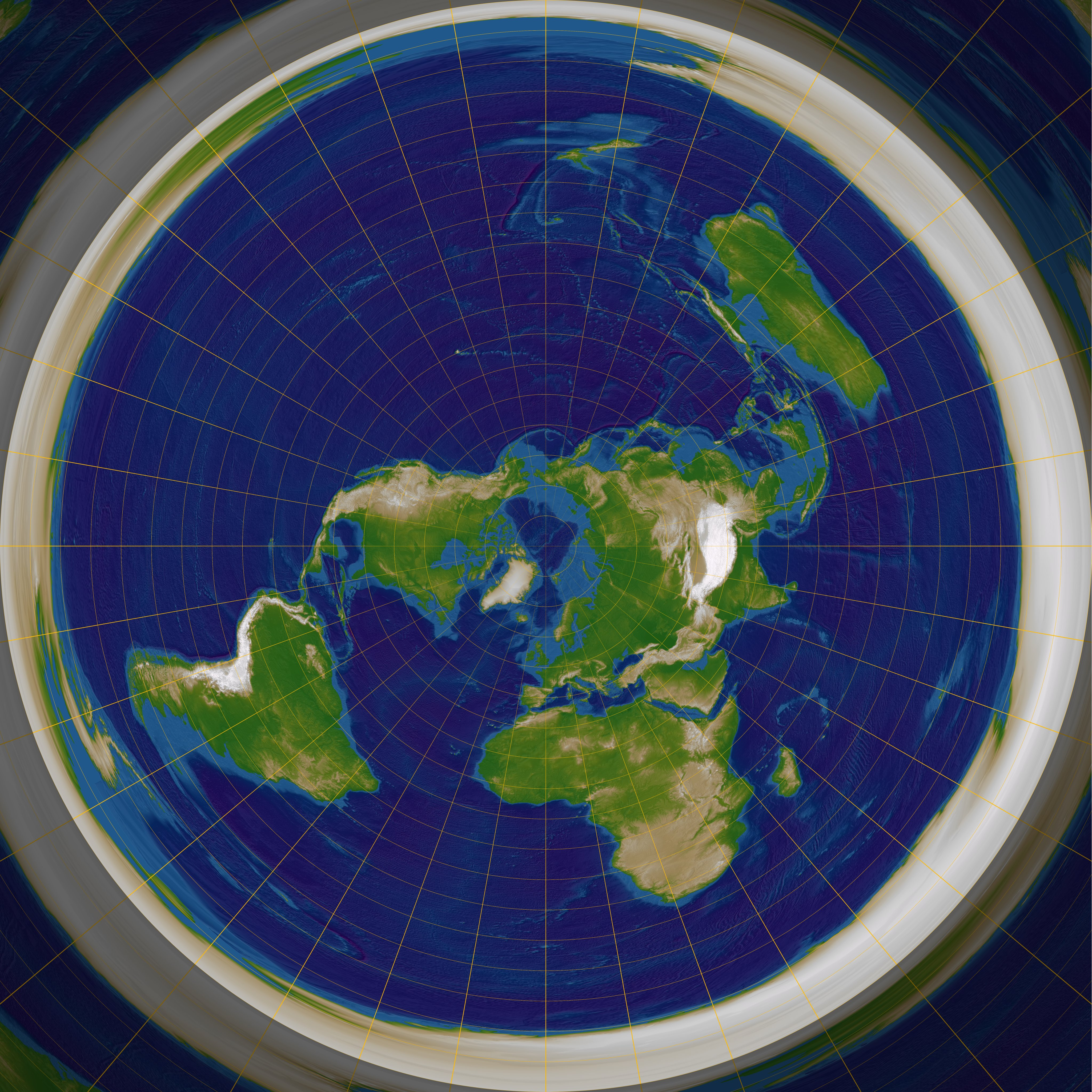
過北極的切面，到地面表面的指數映射，地圖學稱為方位等距投影。

黎曼几何中，指數映射{\displaystyle \exp _{p}}是由某（偽）黎曼流形{\displaystyle M}切空间{\displaystyle T_{p}M}的子集，到{\displaystyle M}本身的映射。（伪）黎曼度量對應某個典範仿射聯絡，而（伪）黎曼流形的指数映射就是这个聯絡的指数映射。直觀理解，由起點{\displaystyle p}出發，以揀選切向量{\displaystyle v\in T_{p}M}為速度，沿流形上的「直線」行單位時間，到達的終點就是{\displaystyle \exp _{p}(v)}。

## 定義
設{\displaystyle M}為微分流形，{\displaystyle p}為{\displaystyle M}上一點。利用{\displaystyle M}上的仿射联络，可以定義過{\displaystyle p}點的測地線。
設{\displaystyle v\in T_{p}M}為於{\displaystyle p}點的切向量，則獨有一條测地线{\displaystyle \gamma _{v}}滿足{\displaystyle \gamma _{v}(0)=p}，而初始切向量為{\displaystyle \gamma _{v}'(0)=v}。對應的指數映射{\displaystyle \exp _{p}}由
{\displaystyle \exp _{p}(v)=\gamma _{v}(1)}
定義。一般而言，指數映射不必在全個{\displaystyle T_{p}M}有定義，而衹有局部定義，即定義域是{\displaystyle T_{p}M}原點的小鄰域，映到{\displaystyle p}在流形上的某鄰域內。原因是，測地線之所以存在（和唯一），藉賴常微分方程解的柯西-利普希茨定理，但該定理是僅在局部成立。若指數映射在切丛處處有定義，則該線性聯絡稱為完備。